# Кеушень (Румунія)
Кеушень, Кеушені (рум. Căușeni) — село у повіті Нямц в Румунії. Входить до складу комуни Богіча.
Село розташоване на відстані 299 км на північ від Бухареста, 57 км на схід від П'ятра-Нямца, 38 км на захід від Ясс.

## Населення
За даними перепису населення 2002 року у селі проживали 209 осіб, усі — румуни. Усі жителі села рідною мовою назвали румунську.